# Grouville
Grouville es una parroquia civil situada en Jersey, una dependencia del Reino Unido ubicada en las Islas del Canal. Según el censo de 2021, tiene una población de 5401 habitantes.
Se ubica al sudeste de la isla y tiene una superficie de 8.2 km².
Está dividida administrativamente en cuatro vingteniers: Vingtainer des Marais, Vingtainer de la Rue, Vingtainer de Longueville y Vingtainer de la Rocque.